# 夏耘
夏耘（1913年—1987年6月8日），河北文安人。中华人民共和国政治人物。
1936年参加中华民族解放先锋队，担任区队长。同年9月加入中国共产党。后历任陕甘宁边区医院副院长，热河军区组织部部长，东北人民政府工业部副部长。中华人民共和国成立后，历任中华人民共和国重工业部副部长兼办公厅主任。1966年，任中华人民共和国冶金工业部副部长等职。1987年6月8日，病逝于北京。